# Lista över månens berg
Detta är en lista över berg på månen.

## A
- Mons Agnes
- Montes Agricola
- Montes Alpes
- Mons Ampère
- Mons André
- Montes Apenninus
- Montes Archimedes
- Mons Ardeshir
- Mons Argaeus

## B
- Mons Blanc
- Mons Bradley

## C
- Montes Carpatus
- Montes Caucasus
- Montes Cordillera

## D
- Mons Delisle
- Mons Dieter
- Mons Dilip

## E
- Mons Esam
- Mons Euler (äldre namn för Mons Vinogradov)

## G
- Mons Ganau
- Mons Gruithuisen Delta
- Mons Gruithuisen Gamma

## H
- Mons Hadley
- Mons Hadley Delta
- Montes Haemus
- Mons Hansteen
- Montes Harbinger
- Mons Herodotus
- Mons Huygens

## J
- Montes Jura

## L
- Mons La Hire

## M
- Mons Maraldi
- Mons Moro

## P
- Mons Penck
- Mons Pico
- Mons Piton
- Montes Pyrenaeus

## R
- Montes Recti
- Montes Riphaeus
- Montes Rook
- Mons Rümker

## S
- Montes Secchi
- Montes Spitzbergen

## T
- Montes Taurus
- Montes Teneriffe

## U
- Mons Usov

## V
- Mons Vinogradov (Mons Euler)
- Mons Vitruvius

## W
- Mons Wolff